# ستایش (فیلم ۲۰۱۳)
ستایش (انگلیسی: Adoration) که با نام عشق ورزیدن (Adore) در انگلستان، آمریکا و همچنین نام‌های دو مادر و مادران عالی در پخش جهانی، شناخته می‌شود؛ فیلمی در ژانر درام، رومانتیک به کارگردانی آن فونتن و محصول مشترک استرالیا و فرانسه است.
از بازیگرانی که در این فیلم به ایفای نقش پرداخته‌اند، می‌توان از نائومی واتس، رابین رایت، خاویر ساموئل، جیمز فرش‌ویل، بن مندلسون، جسیکا تووی و سوفی لوو نام برد.
فیلمنامه این اثر نوشتهٔ آن فونتن اقتباسی از کتاب مادربزرگ‌ها، اثر دوریس لسینگ که در سال ۲۰۰۳ نوشته شده‌است؛ و کریستوفر همپتون آن را با فیلمنامه منطبق کرده‌است. نمایش افتتاحیه آن در جشنواره فیلم ساندنس ۲۰۱۳ و به نام دو مادر بود.
این فیلم در مجموع ۵ بار نامزد دریافت جایزه شد؛ و نائومی واتس موفق به کسب جایزه بهترین بازیگر از حلقه منتقدان فیلم استرالیا در سال ۲۰۱۴ گردید.

## داستان
در نیو ساوت ولز، دوستان دوران کودکی «رز» و «لیل» و خانواده‌هایشان در همسایگی یکدیگر زندگی می‌کنند. «تام» پسر رز و «ایان» پسر لیل که هر دو ۱۸ سالشان است، نیز از بهترین دوستان هستند. آنها تمام وقت خود را با هم می‌گذرانند. همسر لیل یعنی آقای «تئو وتسون» نیز سالها پیش و در کودکی ایان فوت کرده‌است.
لیل در یک دفتر مهندسی کشتی سازی کار می‌کند؛ و همکارش «سول» که به او علاقه‌مند و قصد ازدواج با او را دارد؛ از لیل برای جشن تولدش دعوت می‌کند؛ اما لیل با بهانه ای واهی، همراهی او را نمی‌پذیرد. رز نیز مسئول یک گالری هنری است. به شوهر رز یعنی «هارولد»، پیشنهاد تدریس تئاتر و سرود در دانشگاه سیدنی داده می‌شود و برای هماهنگی به مدت ۲ هفته به آنجا می‌رود.
رز با شنا به اسکله چوبی می‌رسد و ایان را در آنجا می‌بیند؛ آنها در برگشت به خانه، همراه با لیل و ایان، اوقات خوبی را همراه با موسیقی و رقص می‌گذرانند. اما تام در مصرف الکل زیاده روی می‌کند و ایان برای مراقبت از او، شب را در خانه رز می‌ماند و لیل تنها به خانه اش می‌رود. نیمه شب، ایان با ورود به اتاق خواب، رز را می‌بوسد؛ و رز با اینکه به شدت مردد است؛ در نهایت با او رابطه جنسی برقرار می‌کند. تام که برای خوردن آب بیدار می‌شود، شاهد بیرون آمدن برهنه مادرش از اتاق است.
تام گیج و ناامید سعی می‌کند با اغوای لیل، مقابله به مثل کند. او در هنگام صحبت لیل را می‌بوسد؛ لیل که جا خورده و او را رد کرده‌است، با افشاء آنچه شاهد آن بوده‌است؛ در عدم برقراری رابطه جنسی با تام، مردد می‌گردد. تام که حاضر به برگشت به خانه نیست، آن شب در خانه لیل می‌ماند؛ و با همبستر شدن با لیل سرانجام هنگام صبح با او سکس می‌کند. تام در برگشت به خانه مادرش را در جریان رابطه اش با مادر ایان می‌گذارد.
رز به محل کار لیل می‌رود؛ آنها متوجه رد کردن خطوط قرمز در زندگی می‌شوند و تصمیم می‌گیرند که این اتفاق نباید دیگر تکرار بشود. آنها تصمیم خود را به پسران می‌گویند. اما ایان به مادرش می‌گوید، که هنوز نسبت به رز احساسات دارد؛ و در نهایت، رز و ایان رابطه را تجدید می‌کنند. آنها سپس متوجه می‌شوند، که لیل و تام نیز هرگز با هم خوابیدن را متوقف نکردند. رز و لیل تجربیات خود را عالی و خوب اما ترسناک می‌دانند و نمی‌خواهند به آن پایان بدهند و دلیلی هم برای تمام کردن رابطه نمی‌بینند و در حقیقت امیدوارند پسران از آنها دلزده شوند.
هارولد از سیدنی برمیگردد، او خانه، دانشگاه و حتی کار در تئاتر را برای تام و رز، در نظر گرفته‌است، ولی همچنان رز حاضر به همراهی با او نیست و تنها به سیدنی برمی‌گردد. لیل نیز به خواستگاری سول جواب منفی می‌دهد. آنها زندگی و اوقات شادی دارند و تجربه‌هایی رؤیایی را در کنار هم می‌گذرانند.
دو سال بعد، رز که از هارولد طلاق گرفته‌است؛ همراه با لیل به روابط مخفیانه خود ادامه می‌دهند. ایان اکنون با مادرش برای یک شرکت مهندسی موفق قایق‌سازی کار می‌کند و تام در حال تحصیل در رشته کارگردانی تئاتر است. هارولد برای نمایشنامه‌اش، تام را به عنوان کارگردان تئاتر «زندگی جورج گرشمن» به سیدنی دعوت می‌کند و تام با مشورت با ایان می‌پذیرد و پیش هارولد و خانواده جدیدش در سیدنی می‌رود.
تام که از بازی از دختری جوان به نام «مری» در نقش «روکشی» راضی به نظر می‌رسد، در تماس با لیل، آن را در جریان می‌گذارد و از ازدواج پدرش با «مولی» و فرزند جدیدشان برای او می‌گوید. تام در حالی که در سیدنی است، با مری ملاقات می‌کند، که در حال تست بازیگری برای نقش اصلی است. این دو شروع به رابطه می‌کنند و لیل در موقعیتی که می‌تواند با فرد مناسبی شروع به رابطه داشته باشد؛ در مشورت با خانواده با اکراه می‌پذیرد که با تام ادامه بدهد.
تام علی رقم درخواست پدرش به زارگاهش بازمی‌گردد و به دیدن لیل می‌رود؛ اما در روز ۲۱ ام ماه که تولد تام است، پدرش و مری هم به آنها می‌پیوندند. بعد از جشن، تام که به لیل قول همراهی بعد از رساندن مری به هتلش را داده‌است، در مقابل خواسته مری برای دادن کادوی ویژه تولدش مقاومت نمی‌کند و لیل را تنها می‌گذارد. با جدی شدن ازدواج تام، رز و لیل تصمیم می‌گیرند در کنار هم قرار بگیرند و به روابطشان پایان دهند. اما ایان که عاشق رز است، از تصمیمی که برایش گرفته شده راضی نیست و آن را منصفانه نمی‌داند.
مدتی بعد تام با مری ازدواج کرد. ایان در مراسم عروسی با دختری به نام هانا آشنا می‌شود و تصمیم می‌گیرد با او رابطه جنسی داشته باشد تا به رز برگردد. ایان درب خانه رز می‌آید و التماس می‌کند که او را بپذیرد، اما رز او را رد می‌کند و آرام در اتاقش گریه می‌کند. ایان به موج‌سواری می‌رود؛ اما دریا که طوفانی است باعث شکستن پایش می‌شود. او از دیدن رز امتناع می‌کند، اما هانا به ملاقات او می‌آید و از طریق فیزیوتراپی از او پرستاری می‌کند. آنها رابطه ای را شروع می‌کنند، اما وقتی ایان و تام برای ناهار همدیگر را ملاقات می‌کنند، ایان اشاره می‌کند که این رابطه به جایی نمی‌رسد؛ و او باید آن را قطع کند. اما هانا هم به ایان خبر بارداراری اش را می‌دهد.
سال‌ها می‌گذرد و اکنون ایان و تام هر دو ازدواج کرده‌اند و هر دو دخترانی به نام‌های «شرلی» و «آلیس» دارند. همه آنها یک روز را با هم در ساحل می‌گذرانند و در حالی که بیشتر آنها در آب هستند، ایان و رز لحظاتی آرام را به اشتراک می‌گذارند. در آن شب، همه آنها با هم شام می‌خورند و در طی آن تام مست می‌شود و قدم می‌زند تا سرش سبک شود. ایان او را دنبال می‌کند و او را در حال سکس با لیل می‌بیند. او با عصبانیت حقیقت را به رز می‌گوید. همسران که صحبت ایان را می‌شنوند، وحشت کرده و با بچه‌ها می‌روند. وقتی تام بعداً برمی‌گردد، رز را می‌بیند که تنها در اتاقش نشسته‌است، رز می‌گوید که فکر نمی‌کند مری، هانا یا نوه‌هایشان هرگز برگردند.
لیل به رز با گریه می‌گوید که او و تام سعی کردند به رابطه شان پایان دهند؛ و در حقیقت آنها فکر می‌کردند که هر بار، آخرین تجربه رابطه شان است و چون رز، ایان را از خود رانده‌است، آنها نمی‌توانستند حقیقت را به رز بگویند و این دردناک بوده‌است؛ چون دیر شده بود. رز هم حرفی برای لیل ندارد.
زمان می‌گذرد و ایان برای شنا به اقیانوس می‌رود، تا اینکه به اسکله چوبی می‌رسد؛ و به تام، لیل و رز که آنجا هستند می‌پیوندد.